# 臺南市立土城高級中學
臺南市立土城高級中學（英語：Tainan Municipal Tu-Cheng Senior High School），簡稱土城高中、城中，位於臺南市安南區，是一所男女兼收的公立完全中學，附設有國中部。

## 歷史
- 1983年，設立臺南市立土城國民中學
- 2004年，升格為臺南市立土城高級中學。

## 外部連結
- 土城高中 （页面存档备份，存于）